# Liste der Orte im Landkreis Ostallgäu
Die Liste der Orte im Landkreis Ostallgäu listet die amtlich benannten Gemeindeteile (Hauptorte, Kirchdörfer, Pfarrdörfer, Dörfer, Weiler und Einöden) im Landkreis Ostallgäu auf.

## Systematische Liste
Alphabet der Städte und Gemeinden mit den zugehörigen Orten. Orte, die eingeklammert sind, sind nach derzeitigem Stand (26. August 2019) keine amtlich benannten Gemeindeteile mehr. Die Zahl der Gemeindeteile richtet sich nach dem derzeitigen Stand.
- Aitrang mit 19 Gemeindeteilen:
  - Pfarrdorf Aitrang
  - Kirchdorf Huttenwang
  - Dörfer Görwangs, Münzenried, Neuenried, Umwangs, Wolfholz und Wenglingen
  - Weiler Binnings und Krähberg
  - Einöden (Becherer), Böck, (Forster), (Glöckler), (Hartmann), Hörrmann, Jackel, Moser, Sankt Alban, Sommer, Steigeleböck, Lohbauer und Unger

- Baisweil mit 3 Gemeindeteilen:
  - Pfarrdörfer Baisweil und Lauchdorf
  - Weiler Großried

- Bidingen mit 13 Gemeindeteilen:
  - Pfarrdorf Bidingen
  - Kirchdörfer Bernbach, Geislatsried, Ob und Tremmelschwang
  - Weiler Geblatsried, Königsried und Weiler
  - Einöden (Ambisried), Ebenried, Etzlensberg, Korbsee, Langweid, (Mooswirth), Ruderatsried und (Zeller)

- Biessenhofen mit 7 Gemeindeteilen:
  - Pfarrdörfer Biessenhofen und Ebenhofen
  - Kirchdörfer Altdorf und Hörmanshofen
  - Weiler Kreen
  - Einöden Gennachsäge und Weiß

- Stadt Buchloe mit 7 Gemeindeteilen:
  - Hauptort Buchloe
  - Pfarrdörfer Honsolgen und Lindenberg
  - Kirchdorf Hausen
  - Weiler Schöttenau
  - Einöden Koppenhof und Sinkelmühle

- Eggenthal mit 20 Gemeindeteilen:
  - Pfarrdörfer Bayersried und Eggenthal
  - Dörfer Romatsried und Stehlings
  - Weiler Binkenhofen, Beschaunen, Blumenried, Grub, Mayers, Reichartsried, Schleifmühle, Unter-Webams, Völken, Webams und Wurmannswies
  - Einöden Kreuzhof, Lausbihl, Röhrwang, Schönlings und Sonderhof

- Eisenberg mit 17 Gemeindeteilen:
  - Pfarrdorf Zell
  - Kirchdorf Speiden
  - Dörfer Eisenberg und Weizern
  - Weiler Baumgarten, Holz, Lieben, Oberdolden, Oberreuten, Osterreuten, Schweinegg, Unterdolden und Unterreuten
  - Einöden Gschrift, Hummel, Kögel und Stockach
  - Burgruinen Eisenberg und Hohenfreyberg

- Friesenried mit 17 Gemeindeteilen:
  - Pfarrdörfer Blöcktach und Friesenried
  - Dorf Salenwang
  - Weiler Aschthal, Brandeln, Haid, Röhrwang, Steig und Weite
  - Einöden Allersberg, Berghof, Großmederschach, Haslach, Kleinmederschach, Kölberg, Mehl und Weißen

- Stadt Füssen mit 38 Gemeindeteilen:
  - Hauptort Füssen
  - Stadtteil Bad Faulenbach
  - Pfarrdörfer Hopfen am See und Weißensee
  - Kirchdorf Oberkirch
  - Dörfer Bebele, Benken, Enzensberg, Erkenbollingen, Eschach, Fischerbichl, Moos, Roßmoos, Schwarzenbach, See, Vorderegg und Wiedmar
  - Weiler mit Kirche Wies
  - Weiler Achmühle, Ehrwang, Heidelsbuch, Hinteregg, Hub, Niederried, Oberdeusch, Oberried, Thal, Vilser und Wörth
  - Einöden Bachthal, Brand, Häusern, Hof, Hubmannsegg, Rohrweiher, Spöttl, Steigmühle und Unterdeusch

- Germaringen mit 5 Gemeindeteilen:
  - Pfarrdörfer Obergermaringen, Untergermaringen und Ketterschwang
  - Weiler Schwäbishofen
  - Einöde Georgenberg

- Görisried mit 11 Gemeindeteilen:
  - Pfarrdorf Görisried
  - Dörfer Hasenmahd, Vordersteig und Wildberg
  - Weiler Durber, Imnath und Stadels
  - Einöden Buchwald, Gunzenreute, Ochsenhof und Wildbergerhof
  - Wüstung Röhrenhalde

- Günzach mit 27 Gemeindeteilen:
  - Kirchdörfer Günzach, Immenthal und Sellthüren
  - Dörfer Albrechts, Autenried, Mittelberg und Rohr
  - Weiler Allgay, Eggenbühl, Rudwarz, Schöllhorn, Stockach und Upratsberg
  - Einöden Dillian, Grettler, Grünten, Heimenhalden, Hirn, Lang, Marxer, Mindel, Ohneberg, Schobermühle, Schübel, Schuster, Steig und Ziegelhütte

- Halblech mit 32 Gemeindeteilen:
  - Pfarrdörfer Bayerniederhofen und Trauchgau
  - Kirchdörfer Berghof und Buching
  - Dörfer Eschenberg, Greith, Halblech, Ried, Stockingen und Unterreithen
  - Weiler Birnbaum, Herdweg, Jans, Kniebis, Küchele, Lachen, Oberreithen, Ostern, Pfefferbichl, Schober, See und Thal
  - Einöden Bruckschmid, Hafenfeld, Häringen, Hegratsried, Helfenwang, Schlöglmühle, Schwaighof, Zwieselried und Zwingen
  - Sanatorium Rauhenbichl

- Hopferau mit 21 Gemeindeteilen:
  - Pfarrdorf Hopferau
  - Dörfer Heimen, Hopferried, Schraden und Wiedemen
  - Weiler Brandegg, Buchen, Dornach, Gunzenberg, Hafenegg, Haslach, Hinterberg, Hopferwald, Lehern, Oberdill, Reinertshof und Unterdill
  - Einöden Bach, Benzen, Riederwies und Urbenthal

- Markt Irsee mit 6 Gemeindeteilen:
  - Hauptort Irsee
  - Dorf Oggenried
  - Weiler Eiberg und Wielen
  - Einöden Bickenried und Haslach

- Jengen mit 8 Gemeindeteilen:
  - Pfarrdörfer Beckstetten, Eurishofen, Jengen und Weicht
  - Kirchdörfer Ummenhofen und Weinhausen
  - Weiler Koneberg
  - Einöde Hl. Kreuzmühle

- Markt Kaltental mit 8 Gemeindeteilen:
  - Pfarrdörfer Aufkirch, Blonhofen und Frankenhofen
  - Kirchdorf Helmishofen
  - Weiler Eldratshofen, Gerbishofen und Hof
  - Einöde Altensberg

- Kraftisried mit 10 Gemeindeteilen:
  - Kirchdorf Kraftisried
  - Dorf Schweinlang
  - Weiler Berleberg, Raiggers und Westerried
  - Einöden Luitzenmühle, Unterhalden, Vogelwirth, Wangenhalde und Weitenauer

- Lamerdingen mit 5 Gemeindeteilen:
  - Pfarrdörfer Lamerdingen, Dillishausen, Großkitzighofen und Kleinkitzighofen
  - Einöde Nassenwang

- Lechbruck am See mit 21 Gemeindeteilen:
  - Pfarrdorf Lechbruck am See
  - Dorf Helmenstein
  - Weiler Dieswag, Klausmen, Leibenberg, Leithen, Reuthen und Wagegg
  - Einöden Forsthof, Furt, Geisenmoos, Gogerisch, Gsteig, Kurzenhof, Oberschlicht, Rehle, Riesen, Schlüsselhub, Söld, Stolzhub und Unterschlicht

- Lengenwang mit 15 Gemeindeteilen:
  - Pfarrdorf Lengenwang
  - Dörfer Albisried, Außerlengenwang, Bichel, Enisried, Hennenschwang, Reuthe und Ried
  - Weiler Aleuthen, Frödenberg, Luttenried, Pflaubaumen, Sigratsbold und Weg
  - Einöde Bethlehem

- Stadt Marktoberdorf mit 27 Gemeindeteilen:
  - Hauptort Marktoberdorf
  - Pfarrdörfer Bertoldshofen, Geisenried, Leuterschach, Sulzschneid und Thalhofen a.d.Wertach
  - Kirchdörfer Burk, Hattenhofen und Rieder
  - Dörfer Balteratsried, Fechsen, Hausen, Heiland, Kohlhunden, Osterried, Ronried, Schwenden, Selbensberg und Weibletshofen
  - Weiler Engratsried, Ettwiesen, Gehren, Hagmoos, Hummeratsried und Weißen
  - Siedlung Ennenhofen
  - Einöde Liebwies

- Mauerstetten mit 4 Gemeindeteilen:
  - Pfarrdörfer Frankenried und Mauerstetten
  - Dorf Hausen
  - Siedlung Steinholz

- Markt Nesselwang mit 17 Gemeindeteilen:
  - Hauptort Nesselwang
  - Dörfer Attlesee, Bayerstetten, Schwend, Hertingen, Lachen, Niederhöfen, Reichenbach, Rindegg, Schneidbach, Thal und Wank
  - Weiler Hammerschmiede, Hörich, Schicken und Voglen
  - Einöde Widdumhof
  - Wallfahrtskirche Maria Trost

- Markt Obergünzburg mit 56 Gemeindeteilen:
  - Hauptort Obergünzburg
  - Pfarrdörfer Ebersbach und Willofs
  - Dörfer Berg, Burg und Eglofs
  - Weiler Algers, Freien, Gfäll, Habersberg, Hartmannsberg, Hauprechts, Heißen, Mautis, Mindelberg, Obermelden, Seesen, Wielands und Wolfartsberg
  - Einöden Barteler, Bergammer, Bichtholz, Binkenhofen, Burgstall, Burker, Christler, Feurer, Fink, Galger, Gfällmühle, Glaser, Glögler, Greggen, Hengeler, Hofmanns, Kaltenbrunn, Kasperle, Klauser, Liebenthann, Liebenthann-Mühle, Litzen, Lohbauer, Maier, Mindelmühle, Pfänder, Reichholz, Rufen, Scheutler, Schoner, Schweizer, Stanis, Thanner, Untermelden, Veiten, Wegmacher und Wiedebauer

- Oberostendorf mit 5 Gemeindeteilen:
  - Pfarrdörfer Gutenberg, Lengenfeld und Oberostendorf
  - Kirchdorf Unterostendorf
  - Einöde Krämoos

- Osterzell mit 5 Gemeindeteilen:
  - Pfarrdorf Osterzell
  - Dörfer Oberzell, Ödwang und Stocken
  - Einöde Salabeuren; die Wüstung Haberatshofen

- Pforzen mit 5 Gemeindeteilen:
  - Pfarrdörfer Ingenried und Pforzen
  - Dörfer Hammerschmiede, Irpisdorf und Leinau

- Pfronten mit 14 Gemeindeteilen:
  - Pfarrdörfer Berg, Heitlern und Ried
  - Kirchdörfer Kappel, Kreuzegg, Meilingen, Rehbichel, Röfleuten, Steinach und Weißbach
  - Dörfer Dorf, Halden und Ösch
  - Einöde (Fallmühle)[4]
  - Burgruine Falkenstein

- Rettenbach am Auerberg mit 6 Gemeindeteilen:
  - Kirchdorf Rettenbach am Auerberg
  - Dorf Frankenau
  - Weiler Oberlöchlers und Unterlöchlers
  - Einöden Birkenberg und Weichberg

- Rieden (bei Kaufbeuren) mit 2 Gemeindeteilen:
  - Pfarrdörfer Rieden und Zellerberg

- Rieden am Forggensee mit 6 Gemeindeteilen:
  - Pfarrdorf Rieden am Forggensee
  - Dörfer Dietringen und Osterreinen
  - Einöden Dürracker, Sankt Urban und Schönenried

- Markt Ronsberg mit 17 Gemeindeteilen:
  - Hauptort Ronsberg
  - Dörfer Dingisweiler, Neuenried, Oberweiler und Zadels
  - Weiler Bihls, Buchstock, Meuren, Sigmaiers, Unterweiler und Wolfs
  - Einöden Birkach, Grub, Hahnenbühl, Kappelhof, Letten und Schochen

- Roßhaupten mit 25 Gemeindeteilen:
  - Pfarrdorf Roßhaupten
  - Kirchdörfer Sameister und Ussenburg
  - Weiler Bischofswang, Egelmoosen, Freßlesreute, Kögel, Langenwald, Rieder, Salach, Tiefenbruck, Vordersulzberg und Vorderzwieselberg
  - Einöden Fischhaus, Grünten, Gurremarren, Hinterzwieselberg, Hochegg, Huttler, Huttlermühle, Lusse, Mangmühle, Nepfen, Riedle und Schwarzenbach

- Rückholz mit 26 Gemeindeteilen:
  - Pfarrdorf Rückholz
  - Dörfer Eiterberg und Holzleuten
  - Weiler Batzengschwenden, Goldhasen, Guggenmoosen, Höhen, Holz, Luimoos, Schönewald, Schwalten, Seeleuten, Treffisried und Trollen
  - Einöden Fischhaus, Hirschbühl, Hollen, Kessa, Lerchegg, Oberprost, Otten, Schloßhof, Stadels, Stelle und Unterprost

- Ruderatshofen mit 12 Gemeindeteilen:
  - Pfarrdorf Ruderatshofen
  - Kirchdörfer Apfeltrang und Immenhofen
  - Dorf Hiemenhofen
  - Weiler mit Kirche Leichertshofen
  - Weiler Geisenhofen und Heimenhofen
  - Einöden Dionis, Fleischer, Fuchs, Hefele und Nettengrub

- Schwangau mit 8 Gemeindeteilen:
  - Pfarrdörfer Schwangau und Waltenhofen
  - Dörfer Alterschrofen, Brunnen, Hohenschwangau und Horn
  - Weiler Mühlberg
  - Einöde Erlisholz
  - Wallfahrtskirche Sankt Coloman

- Seeg mit 49 Gemeindeteilen:
  - Pfarrdorf Seeg
  - Kirchdorf Kirchthal
  - Dörfer Albatsried, Aufmberg, Burk, Enzenstetten, Hitzleried, Lobach, Lobacherviehweide, Ried, Seeweiler und Sulzberg
  - Weiler Amberg, Anwanden, Bach, Berkmühle, Biedings, Buchach, Dederles, Engelbolz, Felben, Greit, Hack, Hörmatzen, Laich, Langegg[5], (Oberlangegg), Oberreuten, Rennbothen, Riedegg, Schwarzenbach, Schweinegg, Unterhalden, (Unterlangegg), Unterreuten und Wiesleuten
  - Einöden Beichelstein, Brandstatt, Goimenen, Gsöllen, Hebern, Hochstraß, Hollen, Obermühle, Roßfallen, Schnarren, Schwalten, Straß, Tannenmühle und Zeil
  - Alm Senkele

- Stötten am Auerberg mit 27 Gemeindeteilen:
  - Pfarrdorf Stötten am Auerberg
  - Kirchdorf Remnatsried
  - Dörfer Buchen, Burgleiten, Heggen, Hofen, Salchenried und Steinbach
  - Weiler Bachthal, Bichel, Dattenried, Echt, Geisenhofen, Hofstatt, Mösten, Oberkehlen, Pracht, Riedhof, Seehof, Settele, Unterkehlen, Weghof und Wies
  - Einöden Hirschbül, Reinharden, Schmalzgrub und Winkel

- Stöttwang mit 5 Gemeindeteilen:
  - Pfarrdorf Stöttwang
  - Kirchdörfer Linden und Reichenbach
  - Dörfer Gennachhausen und Thalhofen a.d.Gennach

- Markt Unterthingau mit 21 Gemeindeteilen:
  - Hauptort Unterthingau
  - Pfarrdorf Oberthingau
  - Kirchdorf Reinhardsried
  - Dörfer Eichelschwang, Eschenau, Osterberg und Ried
  - Weiler Beilstein, Büchel, Haugen, Heuwang, Hintermoos, Höllbauer, Jägermühle, Kipfenberg, Lippenhalde, Riedles und Schotten
  - Einöden Brandeln, Hafnersbauer und Seealpe

- Untrasried mit 29 Gemeindeteilen:
  - Pfarrdörfer Hopferbach und Untrasried
  - Dörfer Eschers, Hufschlag, Niederwang, Remmelsberg und Waizenried
  - Weiler Bremberg, Habranz, Langenthal, Maneberg, Ostenried, Schellenberg, Schmalholz, Schwantele, Simmerberg, Sonderried, Stöcken, Ullenberg und Weihermühle
  - Einöden Brücklings, Engelwarz, Freitags, Gschwend, Horn, Hueb, Moosmühle, Ösch und Siggenhorn

- Markt Waal mit 6 Gemeindeteilen:
  - Hauptort Waal
  - Pfarrdörfer Emmenhausen und Waalhaupten
  - Kirchdorf Bronnen
  - Weiler Jägerhaus
  - Einöde Buchhof

- Wald mit 21 Gemeindeteilen:
  - Pfarrdorf Wald
  - Dörfer Barnstein, Hofen und Wimberg
  - Weiler Bergers, Birngschwend, Geigers, Häusern, Herings, Holzmanns, Kaltenbrunn, Kaufmanns, Kippach, Klosterhof, Neupolz, Ofen, Stechele und Wetzlers
  - Einöden Gemmels, Öbele und Wies

- Westendorf mit 3 Gemeindeteilen:
  - Pfarrdörfer Dösingen und Westendorf
  - Einöde Hart

## Alphabetische Liste
In Fettschrift erscheinen die Orte, die namengebend für die Gemeinde sind. In Klammern ist die Gemeinde angegeben.

### A
- Achmühle (Füssen)
- Ach-Mühle (Halblech)
- Aitrang
- Albatsried (Seeg)
- Albisried (Lengenwang)
- Albrechts (Günzach)
- Aleuthen (Lengenwang)
- Algers (Obergünzburg)
- Allersberg (Friesenried)
- Allgay (Günzach)
- Altdorf (Biessenhofen)
- Altensberg (Kaltental)
- Alterschrofen (Schwangau)
- Amberg (Seeg)
- Ambisried (Bidingen)
- Anwanden (Seeg)
- Apfeltrang (Ruderatshofen)
- Aschthal (Friesenried)
- Attlesee (Nesselwang)
- Aufmberg (Seeg)
- Aufkirch (Kaltental)
- Außerlengenwang (Lengenwang)
- Autenried (Günzach)

↑ Zurück zum Inhaltsverzeichnis

### B
- Bach (Hopferau)
- Bach (Seeg)
- Bachthal (Füssen)
- Bachthal (Stötten am Auerberg)
- Bad Faulenbach (Füssen)
- Baisweil
- Balteratsried (Marktoberdorf)
- Barnstein (Wald)
- Barteler (Obergünzburg)
- Batzengschwenden (Rückholz)
- Baumgarten (Eisenberg)
- Bayerniederhofen (Halblech)
- Bayersried (Eggenthal)
- Bayerstetten (Nesselwang)
- Bebele (Füssen)
- Becherer (Aitrang)
- Beckstetten (Jengen)
- Beichelstein (Seeg)
- Beilstein (Unterthingau)
- Benken (Füssen)
- Benzen (Hopferau)
- Berg (Obergünzburg)
- Berg (Pfronten)
- Bergammer (Obergünzburg)
- Bergers (Wald)
- Berghof (Friesenried)
- Berghof (Halblech)
- Berkmühle (Seeg)
- Berleberg (Kraftisried)
- Bernbach (Bidingen)
- Bertoldshofen (Marktoberdorf)
- Beschaunen (Eggenthal)
- Bethlehem (Lengenwang)
- Bichel (Stötten am Auerberg)
- Bichels (Lengenwang)
- Bichtholz (Obergünzburg)
- Bickenried (Irsee)
- Bidingen
- Biedings (Seeg)
- Biessenhofen
- Bihls (Ronsberg)
- Binkenhofen (Eggenthal)
- Binkenhofen (Obergünzburg)
- Binnings (Aitrang)
- Birkach (Ronsberg)
- Birkenberg (Rettenbach am Auerberg)
- Birnbaum (Halblech)
- Birngschwend (Wald)
- Bischofswang (Roßhaupten)
- Blöcktach (Friesenried)
- Blonhofen (Kaltental)
- Blumenried (Eggenthal)
- Böck (Aitrang)
- Brand (Füssen)
- Brandegg (Hopferau)
- Brandeln (Friesenried)
- Brandeln (Unterthingau)
- Brandstatt (Seeg)
- Bremberg (Untrasried)
- Brücklings (Untrasried)
- Bruckschmid (Halblech)
- Bronnen (Waal)
- Brunnen (Schwangau)
- Buchach (Seeg)
- Büchel (Unterthingau)
- Buchen (Hopferau)
- Buchen (Stötten am Auerberg)
- Buchhof (Waal)
- Buching (Halblech)
- Buchloe
- Buchstock (Ronsberg)
- Buchwald (Görisried)
- Burg (Obergünzburg)
- Burgleiten (Stötten am Auerberg)
- Burgruine Eisenberg (Eisenberg)
- Burgruine Falkenstein (Pfronten)
- Burgruine Hohenfreyberg (Eisenberg)
- Burgstall (Obergünzburg)
- Burk (Marktoberdorf)
- Burk (Seeg)
- Burker (Obergünzburg)

↑ Zurück zum Inhaltsverzeichnis

### C
- Christler (Obergünzburg)

↑ Zurück zum Inhaltsverzeichnis

### D
- Dattenried (Stötten am Auerberg)
- Dederles (Seeg)
- Dieswag (Lechbruck am See)
- Dietringen (Rieden am Forggensee)
- Dillian (Günzach)
- Dillishausen (Lamerdingen)
- Dingisweiler (Ronsberg)
- Dionis (Ruderatshofen)
- Dorf (Pfronten)
- Dornach (Hopferau)
- Dösingen (Westendorf)
- Durber (Görisried)
- Dürracker (Rieden am Forggensee)

↑ Zurück zum Inhaltsverzeichnis

### E
- Ebenhofen (Biessenhofen)
- Ebenried (Bidingen)
- Ebersbach (Obergünzburg)
- Echt (Stötten am Auerberg)
- Egelmoosen (Roßhaupten)
- Eggenbühl (Günzach)
- Eggenthal
- Eglofs (Obergünzburg)
- Ehrwang (Füssen)
- Eiberg (Irsee)
- Eichelschwang (Unterthingau)
- Eisenberg
- Eiterberg (Rückholz)
- Eldratshofen (Kaltental)
- Emmenhausen (Waal)
- Engelbolz (Seeg)
- Engelwarz (Untrasried)
- Engratsried (Marktoberdorf)
- Enisried (Lengenwang)
- Ennenhofen (Marktoberdorf)
- Enzensberg (Füssen)
- Enzenstetten (Seeg)
- Erkenbollingen (Füssen)
- Erlisholz (Schwangau)
- Eschach (Füssen)
- Eschenau (Unterthingau)
- Eschenberg (Halblech)
- Eschers (Untrasried)
- Ettwiesen (Marktoberdorf)
- Etzlensberg (Bidingen)
- Eurishofen (Jengen)

↑ Zurück zum Inhaltsverzeichnis

### F
- Fallmühle (Pfronten)
- Fechsen (Marktoberdorf)
- Felben (Seeg)
- Feurer (Obergünzburg)
- Fink (Obergünzburg)
- Fischerbichl (Füssen)
- Fischhaus (Rückholz)
- Fischhaus (Roßhaupten)
- Fleischer (Ruderatshofen)
- Forster (Aitrang)
- Forsthof (Lechbruck am See)
- Frankenau (Rettenbach am Auerberg)
- Frankenhofen (Kaltental)
- Frankenried (Mauerstetten)
- Freien (Obergünzburg)
- Freitags (Untrasried)
- Freßlesreute (Roßhaupten)
- Friesenried
- Frödenberg (Lengenwang)
- Fuchs (Ruderatshofen)
- Furt (Lechbruck am See)
- Füssen

↑ Zurück zum Inhaltsverzeichnis

### G
- Galger (Obergünzburg)
- Geblatsried (Bidingen)
- Gehren (Marktoberdorf)
- Geigers (Wald)
- Geisenhofen (Ruderatshofen)
- Geisenhofen (Stötten am Auerberg)
- Geisenmoos (Lechbruck am See)
- Geisenried (Marktoberdorf)
- Geislatsried (Bidingen)
- Gemmels (Wald)
- Gennachhausen (Stöttwang)
- Gennachsäge (Biessenhofen)
- Georgenberg (Germaringen)
- Gerbishofen (Kaltental)
- Gfäll (Obergünzburg)
- Gfällmühle (Obergünzburg)
- Glaser (Obergünzburg)
- Glöckler (Aitrang)
- Glögler (Obergünzburg)
- Gogerisch (Lechbruck am See)
- Goimenen (Seeg)
- Goldhasen (Rückholz)
- Görisried
- Görwangs (Aitrang)
- Greggen (Obergünzburg)
- Greit (Seeg)
- Greith (Halblech)
- Grettler (Günzach)
- Großkitzighofen (Lamerdingen)
- Großmederschach (Friesenried)
- Großried (Baisweil)
- Grub (Eggenthal)
- Grub (Ronsberg)
- Grünten (Günzach)
- Grünten (Roßhaupten)
- Gschrift (Eisenberg)
- Gschwend (Untrasried)
- Gsöllen (Seeg)
- Gsteig (Lechbruck am See)
- Guggenmoosen (Rückholz)
- Günzach
- Gunzenberg (Hopferau)
- Gunzenreute (Görisried)
- Gurremarren (Roßhaupten)
- Gutenberg (Oberostendorf)

↑ Zurück zum Inhaltsverzeichnis

### H
- Haberatshofen (Wüstung im Sachsenrieder Forst; Osterzell)
- Habersberg (Obergünzburg)
- Habranz (Untrasried)
- Hack (Seeg)
- Hafenegg (Hopferau)
- Hafenfeld (Halblech)
- Hafnersbauer (Unterthingau)
- Hagmoos (Marktoberdorf)
- Hahnenbühl (Ronsberg)
- Haid (Friesenried)
- Halblech
- Halden (Pfronten)
- Hammerschmiede (Nesselwang)
- Hammerschmiede (Pforzen)
- Häringen (Halblech)
- Hart (Westendorf)
- Hartmann (Aitrang)
- Hartmannsberg (Obergünzburg)
- Hasenmahd (Görisried)
- Haslach (Friesenried)
- Haslach (Hopferau)
- Haslach (Irsee)
- Hattenhofen (Marktoberdorf)
- Haugen (Unterthingau)
- Hauprechts (Obergünzburg)
- Hausen (Buchloe)
- Hausen (Marktoberdorf)
- Hausen (Mauerstetten)
- Häusern (Füssen)
- Häusern (Wald)
- Hebern (Seeg)
- Hefele (Ruderatshofen)
- Heggen (Stötten am Auerberg)
- Hegratsried (Halblech)
- Heidelsbuch (Füssen)
- Heiland (Marktoberdorf)
- Heimen (Hopferau)
- Heimenhalden (Günzach)
- Heimenhofen (Ruderatshofen)
- Heißen (Obergünzburg)
- Heitlern (Pfronten)
- Helfenwang (Halblech)
- Helmenstein (Lechbruck am See)
- Helmishofen (Kaltental)
- Hengeler (Obergünzburg)
- Hennenschwang (Lengenwang)
- Herdweg (Halblech)
- Herings (Wald)
- Hertingen (Nesselwang)
- Heuwang (Unterthingau)
- Hiemenhofen (Ruderatshofen)
- Hinterberg (Hopferau)
- Hinteregg (Füssen)
- Hintermoos (Unterthingau)
- Hinterzwieselberg (Roßhaupten)
- Hirn (Günzach)
- Hirschbühl (Rückholz)
- Hirschbül (Stötten am Auerberg)
- Hitzleried (Seeg)
- Hl. Kreuzmühle (Jengen)
- Hochegg (Roßhaupten)
- Hochstraß (Seeg)
- Hof (Füssen)
- Hof (Kaltental)
- Hofen (Stötten am Auerberg)
- Hofen (Wald)
- Hofmanns (Obergünzburg)
- Hofstatt (Stötten am Auerberg)
- Höhen (Rückholz)
- Hohenschwangau (Schwangau)
- Höllbauer (Unterthingau)
- Hollen (Rückholz)
- Hollen (Seeg)
- Holz (Eisenberg)
- Holz (Rückholz)
- Holzleuten (Rückholz)
- Holzmanns (Wald)
- Honsolgen (Buchloe)
- Hopfen am See (Füssen)
- Hopferau
- Hopferbach (Untrasried)
- Hopferried (Hopferau)
- Hopferwald (Hopferau)
- Hörich (Nesselwang)
- Hörmannshofen (Biessenhofen)
- Hörmatzen (Seeg)
- Horn (Schwangau)
- Horn (Untrasried)
- Hörrmann (Aitrang)
- Hub (Füssen)
- Hubmannsegg (Füssen)
- Hueb (Untrasried)
- Hufschlag (Untrasried)
- Hummel (Eisenberg)
- Hummeratsried (Marktoberdorf)
- Huttenwang (Aitrang)
- Huttler (Roßhaupten)
- Huttlermühle (Roßhaupten)

↑ Zurück zum Inhaltsverzeichnis

### I
- Immenhofen (Ruderatshofen)
- Immenthal (Günzach)
- Imnath (Görisried)
- Ingenried (Pforzen)
- Irpisdorf (Pforzen)
- Irsee

↑ Zurück zum Inhaltsverzeichnis

### J
- Jackel (Aitrang)
- Jägerhaus (Waal)
- Jägermühle (Unterthingau)
- Jans (Halblech)
- Jengen

↑ Zurück zum Inhaltsverzeichnis

### K
- Kaltenbrunn (Obergünzburg)
- Kaltenbrunn (Wald)
- Kappel (Pfronten)
- Kappelhof (Ronsberg)
- Kasperle (Obergünzburg)
- Kaufmanns (Wald)
- Kessa (Rückholz)
- Ketterschwang (Germaringen)
- Kipfenberg (Unterthingau)
- Kippach (Wald)
- Kirchthal (Seeg)
- Klauser (Obergünzburg)
- Klausmen (Lechbruck am See)
- Kleinkitzighofen (Lamerdingen)
- Kleinmederschach (Friesenried)
- Klosterhof (Wald)
- Kniebis (Halblech)
- Kögel (Eisenberg)
- Kögel (Roßhaupten)
- Kohlhunden (Marktoberdorf)
- Kölberg (Friesenried)
- Koneberg (Jengen)
- Königsried (Bidingen)
- Koppenhof (Buchloe)
- Korbsee (Bidingen)
- Kraftisried
- Krähberg (Aitrang)
- Krämoos (Oberostendorf)
- Kreen (Biessenhofen)
- Kreuzegg (Pfronten)
- Kreuzhof (Eggenthal)
- Küchele (Halblech)
- Kurzenhof (Lechbruck am See)

↑ Zurück zum Inhaltsverzeichnis

### L
- Lachen (Halblech)
- Lachen (Nesselwang)
- Laich (Seeg)
- Lamerdingen
- Lang (Günzach)
- Langegg (Seeg)[5]
- Langenthal (Untrasried)
- Langenwald (Roßhaupten)
- Langweid (Bidingen)
- Lauchdorf (Baisweil)
- Lausbihl (Eggenthal)
- Lechbruck am See
- Lehern (Hopferau)
- Leibenberg (Lechbruck am See)
- Leichertshofen (Ruderatshofen)
- Leinau (Pforzen)
- Leithen (Lechbruck am See)
- Lengenfeld (Oberostendorf)
- Lengenwang
- Lerchegg (Rückholz)
- Letten (Ronsberg)
- Leuterschach (Marktoberdorf)
- Lieben (Eisenberg)
- Liebenthann (Obergünzburg)
- Liebenthann-Mühle (Obergünzburg)
- Liebwies (Marktoberdorf)
- Linden (Stöttwang)
- Lindenberg (Buchloe)
- Lippenhalde (Unterthingau)
- Litzen (Obergünzburg)
- Lobach (Seeg)
- Lobacherviehweide (Seeg)
- Lohbauer (Aitrang)
- Lohbauer (Obergünzburg)
- Luimoos (Rückholz)
- Luitzenmühle (Kraftisried)
- Lusse (Roßhaupten)
- Luttenried (Lengenwang)

↑ Zurück zum Inhaltsverzeichnis

### M
- Maier (Obergünzburg)
- Maneberg (Untrasried)
- Mangmühle (Roßhaupten)
- Maria Trost (Nesselwang)
- Marktoberdorf
- Marxer (Günzach)
- Mauerstetten
- Mautis (Obergünzburg)
- Mayers (Eggenthal)
- Mehl (Friesenried)
- Meilingen (Pfronten)
- Meuren (Ronsberg)
- Mindel (Günzach)
- Mindelberg (Obergünzburg)
- Mindelmühle (Obergünzburg)
- Mittelberg (Günzach)
- Moos (Füssen)
- Moosmühle (Untrasried)
- Mooswirth (Bidingen)
- Moser (Aitrang)
- Mösten (Stötten am Auerberg)
- Mühlberg (Schwangau)
- Münzenried (Aitrang)

↑ Zurück zum Inhaltsverzeichnis

### N
- Nassenwang (Lamerdingen)
- Nepfen (Roßhaupten)
- Nesselwang
- Neuenried (Aitrang)
- Neuenried (Ronsberg)
- Neupolz (Wald)
- Nettengrub (Ruderatshofen)
- Niederhöfen (Nesselwang)
- Niederried (Füssen)
- Niederwang (Untrasried)

↑ Zurück zum Inhaltsverzeichnis

### O
- Ob (Bidingen)
- Öbele (Wald)
- Oberdeusch (Füssen)
- Oberdill (Hopferau)
- Oberdolden (Eisenberg)
- Obergermaringen (Germaringen)
- Obergünzburg
- Oberkehlen (Stötten am Auerberg)
- Oberkirch (Füssen)
- Oberlangegg (Seeg)
- Oberlöchlers (Rettenbach am Auerberg)
- Obermelden (Obergünzburg)
- Obermühle (Seeg)
- Oberostendorf
- Oberprost (Rückholz)
- Oberreithen (Halblech)
- Oberreuten (Eisenberg)
- Oberreuten (Seeg)
- Oberried (Füssen)
- Oberschlicht (Lechbruck am See)
- Oberthingau (Unterthingau)
- Oberweiler (Ronsberg)
- Oberzell (Osterzell)
- Ochsenhof (Görisried)
- Ödwang (Osterzell)
- Ofen (Wald)
- Oggenried (Irsee)
- Ohneberg (Günzach)
- Ösch (Pfronten)
- Ösch (Untrasried)
- Ostenried (Untrasried)
- Osterberg (Unterthingau)
- Ostern (Halblech)
- Osterreinen (Rieden am Forggensee)
- Osterreuten (Eisenberg)
- Osterried (Marktoberdorf)
- Osterzell
- Otten (Rückholz)

↑ Zurück zum Inhaltsverzeichnis

### P
- Pfänder (Obergünzburg)
- Pfefferbichl (Halblech)
- Pflaubaumen (Lengenwang)
- Pforzen
- Pracht (Stötten am Auerberg)

↑ Zurück zum Inhaltsverzeichnis

### R
- Raiggers (Kraftisried)
- Rauhenbichl (Halblech)
- Rehbichel (Pfronten)
- Rehle (Lechbruck am See)
- Reichartsried (Eggenthal)
- Reichenbach (Nesselwang)
- Reichenbach (Stöttwang)
- Reichholz (Obergünzburg)
- Reinertshof (Hopferau)
- Reinharden (Stötten am Auerberg)
- Reinhardsried (Unterthingau)
- Remmelsberg (Untrasried)
- Remnatsried (Stötten am Auerberg)
- Rennbothen (Seeg)
- Rettenbach am Auerberg
- Reuthe (Lengenwang)
- Reuthen (Lechbruck am See)
- Ried (Halblech)
- Ried (Lengenwang)
- Ried (Pfronten)
- Ried (Seeg)
- Ried (Unterthingau)
- Riedegg (Seeg)
- Rieden am Forggensee
- Rieden (bei Kaufbeuren)
- Rieder (Marktoberdorf)
- Rieder (Roßhaupten)
- Riederwies (Hopferau)
- Riedhof (Stötten am Auerberg)
- Riedle (Roßhaupten)
- Riedles (Unterthingau)
- Riesen (Lechbruck am See)
- Rindegg (Nesselwang)
- Röfleuten (Pfronten)
- Rohr (Günzach)
- Röhrenhalde (Wüstung; Görisried)
- Röhrwang (Eggenthal)
- Röhrwang (Friesenried)
- Rohrweiher (Füssen)
- Romatsried (Eggenthal)
- Ronried (Marktoberdorf)
- Ronsberg
- Roßfallen (Seeg)
- Roßhaupten
- Roßmoos (Füssen)
- Rückholz
- Ruderatshofen
- Ruderatsried (Bidingen)
- Rudwarz (Günzach)
- Rufen (Obergünzburg)

↑ Zurück zum Inhaltsverzeichnis

### S
- Salabeuren (Osterzell)
- Salach (Roßhaupten)
- Salchenried (Stötten am Auerberg)
- Salenwang (Friesenried)
- Sameister (Roßhaupten)
- Sankt Alban (Aitrang)
- Sankt Coloman (Schwangau)
- Sankt Urban (Rieden am Forggensee)
- Schellenberg (Untrasried)
- Scheutler (Obergünzburg)
- Schicken (Nesselwang)
- Schleifmühle (Eggenthal)
- Schlöglmühle (Halblech)
- Schloßhof (Rückholz)
- Schlüsselhub (Lechbruck am See)
- Schmalholz (Untrasried)
- Schmalzgrub (Stötten am Auerberg)
- Schnarren (Seeg)
- Schneidbach (Nesselwang)
- Schober (Halblech)
- Schobermühle (Günzach)
- Schochen (Ronsberg)
- Schöllhorn (Günzach)
- Schönenried (Rieden am Forggensee)
- Schoner (Obergünzburg)
- Schönewald (Rückholz)
- Schönlings (Eggenthal)
- Schotten (Unterthingau)
- Schöttenau (Buchloe)
- Schraden (Hopferau)
- Schübel (Günzach)
- Schuster (Günzach)
- Schwäbishofen (Germaringen)
- Schwaighof (Halblech)
- Schwalten (Rückholz)
- Schwalten (Seeg)
- Schwangau
- Schwantele (Untrasried)
- Schwarzenbach (Füssen)
- Schwarzenbach (Roßhaupten)
- Schwarzenbach (Seeg)
- Schweinegg (Eisenberg)
- Schweinegg (Seeg)
- Schweinlang (Kraftisried)
- Schweizer (Obergünzburg)
- Schwend (Nesselwang)
- Schwenden (Marktoberdorf)
- See (Halblech)
- See (Füssen)
- Seealpe (Unterthingau)
- Seeg
- Seehof (Stötten am Auerberg)
- Seeleuten (Rückholz)
- Seesen (Obergünzburg)
- Seeweiler (Seeg)
- Selbensberg (Marktoberdorf)
- Sellthüren (Günzach)
- Senkele (Seeg)
- Settele (Stötten am Auerberg)
- Siggenhorn (Untrasried)
- Sigmaiers (Ronsberg)
- Sigratsbold (Lengenwang)
- Simmerberg (Untrasried)
- Sinkelmühle (Buchloe)
- Söld (Lechbruck am See)
- Sommer (Aitrang)
- Sonderhof (Eggenthal)
- Sonderried (Untrasried)
- Speiden (Eisenberg)
- Spöttl (Füssen)
- Stadels (Görisried)
- Stadels (Rückholz)
- Stanis (Obergünzburg)
- Stechele (Wald)
- Stehlings (Eggenthal)
- Steig (Friesenried)
- Steig (Günzach)
- Steigeleböck (Aitrang)
- Steigmühle (Füssen)
- Steinach (Pfronten)
- Steinbach (Stötten am Auerberg)
- Steinholz (Mauerstetten)
- Stelle (Rückholz)
- Stockach (Eisenberg)
- Stockach (Günzach)
- Stocken (Osterzell)
- Stocken (Untrasried)
- Stockingen (Halblech)
- Stolzhub (Lechbruck am See)
- Stötten am Auerberg
- Stöttwang
- Straß (Seeg)
- Sulzberg (Seeg)
- Sulzschneid (Marktoberdorf)

↑ Zurück zum Inhaltsverzeichnis

### T
- Tannenmühle (Seeg)
- Thal (Füssen)
- Thal (Halblech)
- Thal (Nesselwang)
- Thalhofen a.d.Gennach (Stöttwang)
- Thalhofen a.d.Wertach (Marktoberdorf)
- Thanner (Obergünzburg)
- Tiefenbruck (Roßhaupten)
- Trauchgau (Halblech)
- Treffisried (Rückholz)
- Tremmelschwang (Bidingen)
- Trollen (Rückholz)

↑ Zurück zum Inhaltsverzeichnis

### U
- Ullenberg (Untrasried)
- Ummenhofen (Jengen)
- Umwangs (Aitrang)
- Unger (Aitrang)
- Unterdeusch (Füssen)
- Unterdill (Hopferau)
- Unterdolden (Eisenberg)
- Untergermaringen (Germaringen)
- Unterhalden (Kraftisried)
- Unterhalden (Seeg)
- Unterkehlen (Stötten am Auerberg)
- Unterlangegg (Seeg)
- Unterlöchlers (Rettenbach am Auerberg)
- Untermelden (Obergünzburg)
- Unterostendorf (Oberostendorf)
- Unterprost (Rückholz)
- Unterreithen (Halblech)
- Unterreuten (Eisenberg)
- Unterreuten (Seeg)
- Unterschlicht (Lechbruck am See)
- Unterthingau
- Unter-Webams (Eggenthal)
- Unterweiler (Ronsberg)
- Untrasried
- Upratsberg (Günzach)
- Urbenthal (Hopferau)
- Ussenburg (Roßhaupten)

↑ Zurück zum Inhaltsverzeichnis

### V
- Veiten (Obergünzburg)
- Vilser (Füssen)
- Vogelwirth (Kraftisried)
- Voglen (Nesselwang)
- Völken (Eggenthal)
- Vorderegg (Füssen)
- Vordersteig (Görisried)
- Vordersulzberg (Roßhaupten)
- Vorderzwieselberg (Roßhaupten)

↑ Zurück zum Inhaltsverzeichnis

### W
- Waal
- Waalhaupten (Waal)
- Wagegg (Lechbruck am See)
- Waizenried (Untrasried)
- Wald
- Waltenhofen (Schwangau)
- Wangenhalde (Kraftisried)
- Wank (Nesselwang)
- Webams (Eggenthal)
- Weg (Lengenwang)
- Weghof (Stötten am Auerberg)
- Wegmacher (Obergünzburg)
- Weibletshofen (Marktoberdorf)
- Weichberg (Rettenbach am Auerberg)
- Weicht (Jengen)
- Weihermühle (Untrasried)
- Weiler (Bidingen)
- Weinhausen (Jengen)
- Weiß (Biessenhofen)
- Weißbach (Pfronten)
- Weißen (Friesenried)
- Weißen (Marktoberdorf)
- Weißensee (Füssen)
- Weite (Friesenried)
- Weitenauer (Kraftisried)
- Weizern (Eisenberg)
- Wenglingen (Aitrang)
- Westendorf
- Westerried (Kraftisried)
- Wetzlers (Wald)
- Widdumhof (Nesselwang)
- Wiedebauer (Obergünzburg)
- Wiedemen (Hopferau)
- Wiedmar (Füssen)
- Wielands (Obergünzburg)
- Wielen (Irsee)
- Wies (Füssen)
- Wies (Stötten am Auerberg)
- Wies (Wald)
- Wiesleuten (Seeg)
- Wildberg (Görisried)
- Wildbergerhof (Görisried)
- Willofs (Obergünzburg)
- Wimberg (Wald)
- Winkel (Stötten am Auerberg)
- Wolfholz (Aitrang)
- Wolfartsberg (Obergünzburg)
- Wolfs (Ronsberg)
- Wörth (Füssen)
- Wurmannswies (Eggenthal)

↑ Zurück zum Inhaltsverzeichnis

### Z
- Zadels (Ronsberg)
- Zeil (Seeg)
- Zell (Eisenberg)
- Zeller (Bidingen)
- Zellerberg (Rieden b. Kaufbeuren)
- Ziegelhütte (Günzach)
- Zwieselried (Halblech)
- Zwingen (Halblech)

↑ Zurück zum Inhaltsverzeichnis